# ČEZ
Die ČEZ, a.s., České energetické závody (Tschechische energetische Werke, ehemals Československé
energetické závody – Tschechoslowakische energetische Werke), ist ein börsennotiertes Energieunternehmen aus Tschechien mit Sitz in Prag. Das Unternehmen wurde 1992 gegründet. Die ČEZ-Gruppe ist der größte Energiekonzern in Mittel- und Osteuropa sowie der größte Erzeuger elektrischer Energie in der Tschechischen Republik.
2023 erwirtschaftete das Unternehmen einen Umsatz in Höhe von 340 Milliarden Kronen und beschäftigte per 31. Dezember 2023 30.600 Mitarbeiter.

## Unternehmensprofil

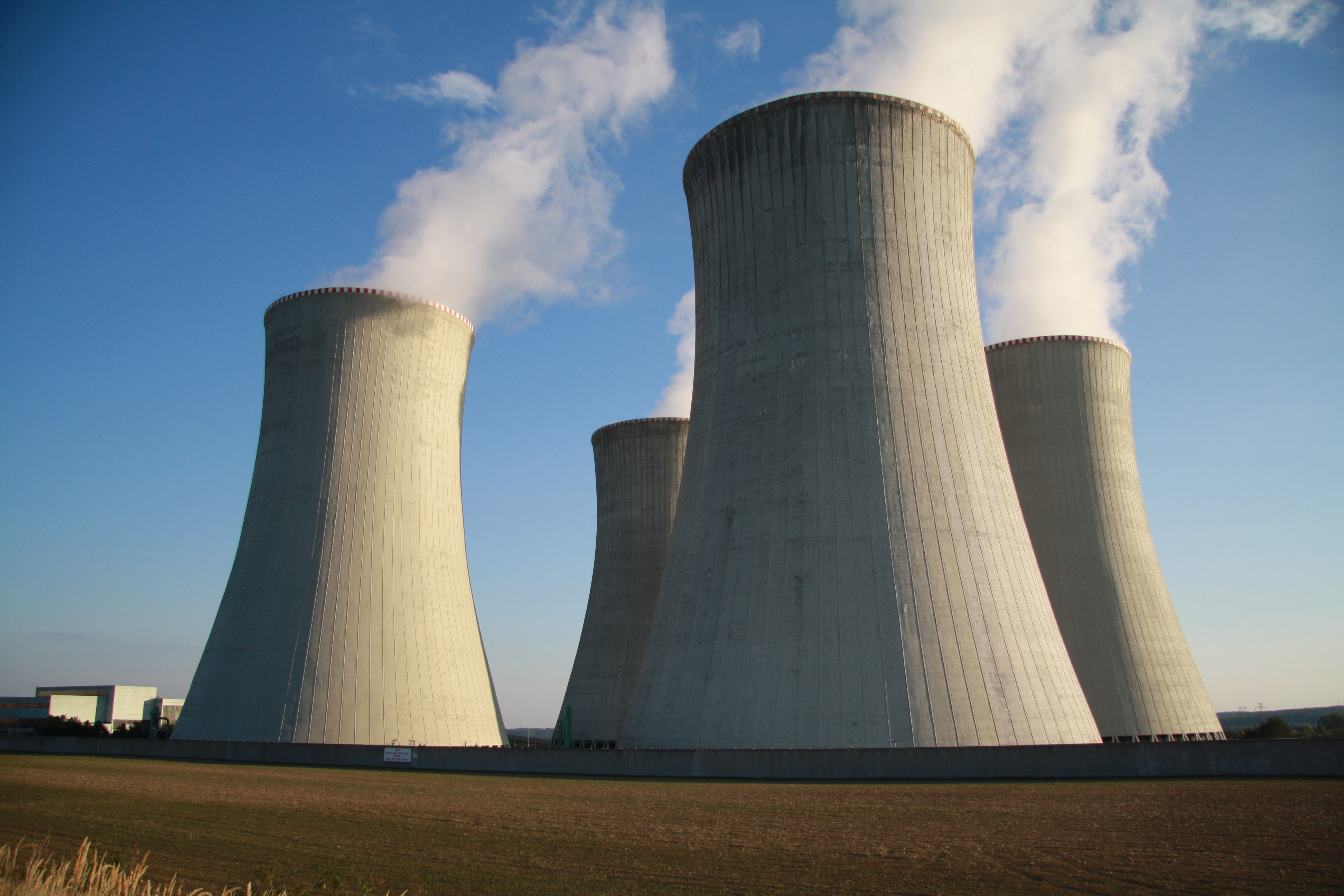
Kernkraftwerk Dukovany

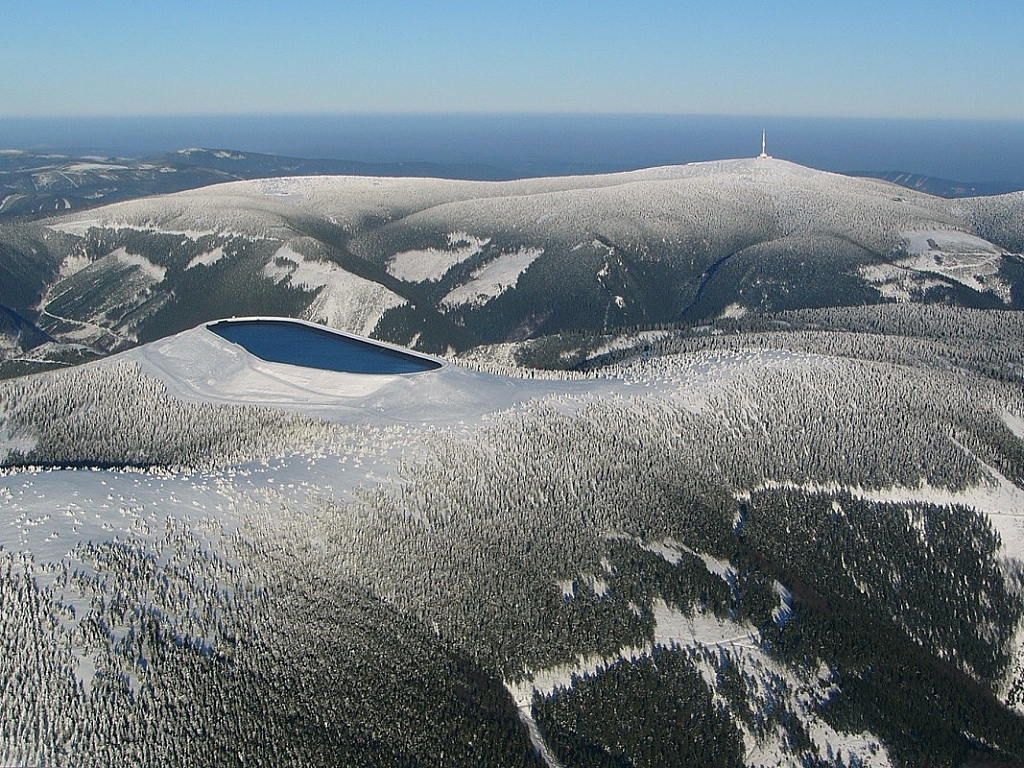
Pumpspeicherwerk Dlouhé stráně

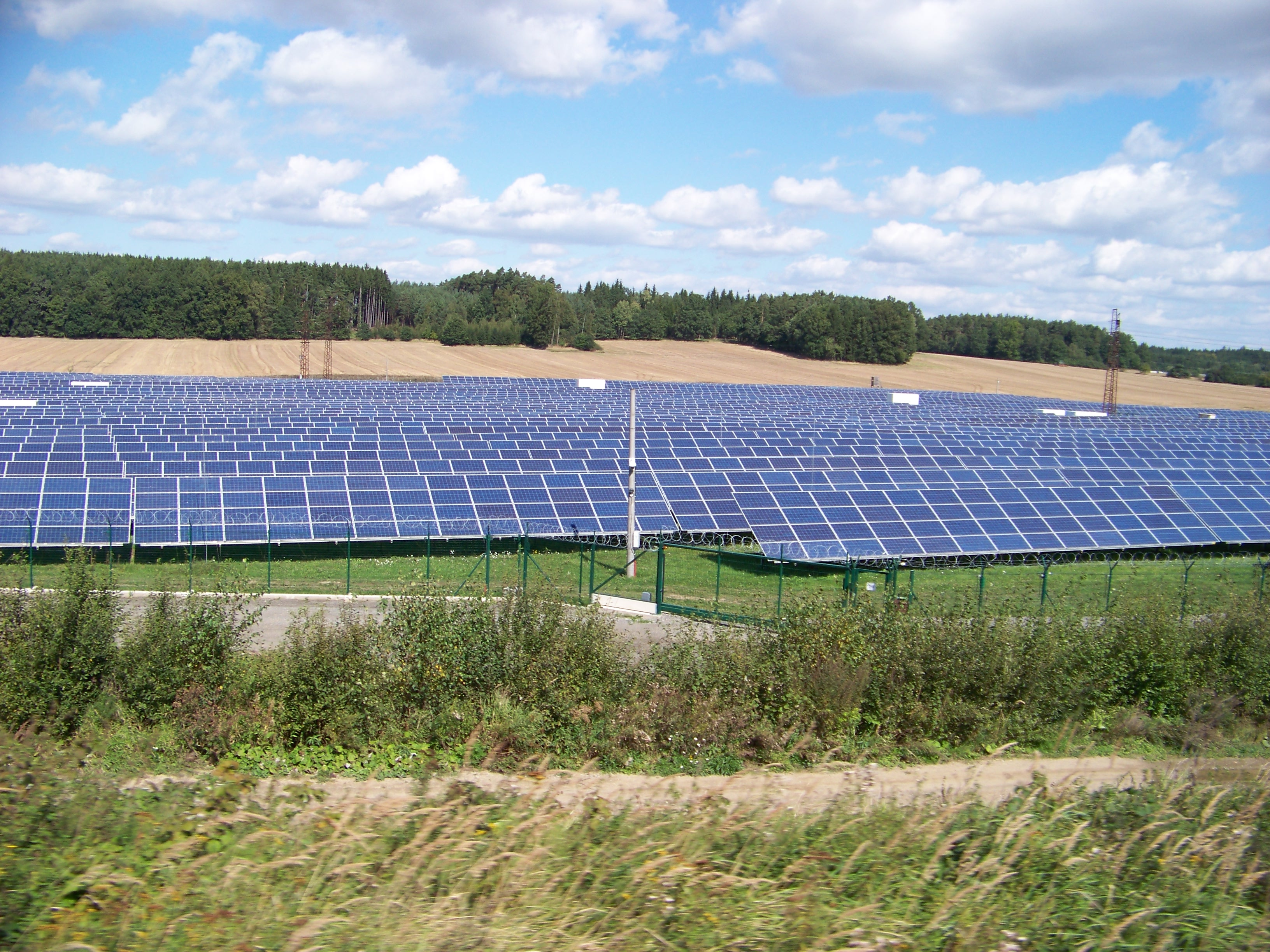
Solarkraftwerk in Tábor

Das Unternehmen entstand 1992 durch Privatisierung aus dem ehemaligen Staatsbetrieb České energetické závody, s. p. Heute hält der tschechische Staat noch 69,78 % der Anteile. Im Jahr 2003 entstand durch Verschmelzung mit regionalen Elektro-Energiegesellschaften aus dem überwiegenden Teil der Stromversorgung der Tschechischen Republik die ČEZ-Gruppe.
Neben der Stromproduktion und -verteilung gehören zu ihren Geschäftsaktivitäten auch die Bereiche Telekommunikation, Informatik, Kernforschung, Planung, Aufbau und Erhaltung der Energieanlagen, Rohstoffgewinnung oder Bearbeitung der Energienebenprodukte. Die ČEZ-Gruppe gehört gleichzeitig zu den drei größten Wärmeherstellern in Tschechien.
Die ČEZ-Gruppe ist ein Energiekonzern bestehend aus 119 Einzelunternehmen, einschließlich der Muttergesellschaft ČEZ, a.s. (Stand: 31. Dezember 2009). Davon befinden sich 54 in der Tschechischen Republik, 31 im übrigen Mittel- und Westeuropa sowie 34 in Südosteuropa und der Türkei.
ČEZ ist im Finanzindex WIG20 der Warschauer Börse und im PX der Prager Börse gelistet. Das Unternehmen ist auch im Czech Traded Index sowie im CEETX angeführt. Per 31. Dezember 2009 wies der Konzern eine Bilanzsumme von 530,3 Milliarden Tschechischen Kronen aus, der Gewinn betrug 51,9 Milliarden Tschechische Kronen.
ČEZ betreibt in Tschechien, Bulgarien, Rumänien, Polen und Deutschland Kohle-, Wasser-, Wind- und Solarkraftwerke, z. T. mit lokalen Partnern. Die beiden tschechischen Kernkraftwerke Temelín und Dukovany werden auch von ČEZ geführt. Zusammen mit einem Partner soll im slowakischen Jaslovské Bohunice am Standort des bestehenden Kernkraftwerks Bohunice ein neues Kernkraftwerk errichtet werden. Des Weiteren steuert das Unternehmen ein Verteilnetz.

## Ausländische Vermögensbeteiligungen
Die Expansion ins Ausland startete die ČEZ-Gruppe im Januar 2005, als sie nach ihrem Erfolg in der Ausschreibung für die Privatisierung von drei bulgarischen Stromversorgungsunternehmen deren Mehrheitsanteile übernommen hat. Jetzt richtet die ČEZ-Gruppe im Ausland ihre Aufmerksamkeit auf erneuerbare Elektrizitätsquellen, insbesondere im Bereich Wind- und Wasserkraft.
2008 war die ČEZ bei bedeutenden Erwerben, bestehend im Bau des größten europäischen Windparks in Rumänien. Im Jahr 2009 erwarb das Unternehmen 50 % der Mitteldeutschen Braunkohlegesellschaft mbH.

## Leitung
Konzernführung der ČEZ a.s. (Dezember 2015):
- Daniel Beneš, Vorstandsvorsitzender
- Martin Novák, Stellvertretender Vorsitzender, Direktor Finanzen
- Tomáš Pleskač, Direktor Distribution und Ausland
- Ladislav Štěpánek, Direktor Produktion
- Michaela Chaloupková, Direktorin Verwaltung
- Pavel Cyrani, Direktor Geschäft und Strategie
- Ivo Hlaváč, Direktor Außenbeziehungen und Regulierung